# Garbno (gromada w powiecie kętrzyńskim)
Garbno – dawna gromada, czyli najmniejsza jednostka podziału terytorialnego Polskiej Rzeczypospolitej Ludowej w latach 1954–1972.
Gromady, z gromadzkimi radami narodowymi (GRN) jako organami władzy najniższego stopnia na wsi, funkcjonowały od reformy reorganizującej administrację wiejską przeprowadzonej jesienią 1954 do momentu ich zniesienia z dniem 1 stycznia 1973, tym samym wypierając organizację gminną w latach 1954–1972.
Gromadę Garbno z siedzibą GRN w Garbnie utworzono – jako jedną z 8759 gromad na obszarze Polski – w powiecie kętrzyńskim w woj. olsztyńskim na mocy uchwały nr 15 WRN w Olsztynie z dnia 4 października 1954. W skład jednostki weszły obszary dotychczasowych gromad Garbno, Gudziki i Saduny wraz z miejscowościami Równina Dolna, Równina i Warnikajmy z dotychczasowej gromady Błogoszewo oraz miejscowościami Starynia i Starynka z dotychczasowej gromady Tołkiny ze zniesionej gminy Kraskowo, miejscowość Nowe Borszyny z dotychczasowej gromady Kiemławki Małe ze zniesionej gminy Winda oraz miejscowość Banaszki z dotychczasowej gromady Jeżewo ze zniesionej gminy Biedaszki w tymże powiecie. Dla gromady ustalono 10 członków gromadzkiej rady narodowej.
Gromadę zniesiono 1 stycznia 1958, a jej obszar włączono do gromad: Biedaszki (PGR Banaszki), Drogosze (wieś Saduny i PGR Równina Dolna), Winda (wieś Borszyny i osadę Nowe Borszyny)  i Kraskowo (wieś Gudziki, osady Czarnocin i Podgórzyn oraz PGR-y Garbno, Dubliny, Łominy, Płutniki, Warnikajmy, Dzikowina, Starynia i Starynka) w tymże powiecie.